# الزغاريين (الرتبة)
الزغاريين هي إحدى مشيخات المملكة المغربية، تتبع جغرافيا لإقليم تاونات وإداريًا لالرتبة. يقدر عدد سكانها بـ 6692 نسمة حسب الإحصاء الرسمي للسكان والسكنى لسنة 2004.